# Cincinnati Open 2025
Il Cincinnati Open 2025 è stato un torneo di tennis giocato sul cemento. È stata la 124ª edizione del torneo maschile e la 94ª di quello femminile, facente parte della categoria ATP Tour Masters 1000 nell'ambito dell'ATP Tour 2025, e della categoria WTA Tour 1000 nell'ambito del WTA Tour 2025. Sia il torneo maschile che quello femminile si sono disputati al Lindner Family Tennis Center di Mason, vicino a Cincinnati, negli Stati Uniti, dal 7 al 18 agosto 2025.

## Partecipanti ATP

### Teste di serie
| Nazionalità | Giocatore                   | Ranking* | Testa di serie |
| ----------- | --------------------------- | -------- | -------------- |
| Italia      | Jannik Sinner               | 1        | 1              |
| Spagna      | Carlos Alcaraz              | 2        | 2              |
| Germania    | Alexander Zverev            | 3        | 3              |
| Stati Uniti | Taylor Fritz                | 4        | 4              |
| Stati Uniti | Ben Shelton                 | 6        | 5              |
| Australia   | Alex de Minaur              | 8        | 6              |
| Danimarca   | Holger Rune                 | 9        | 7              |
| Italia      | Lorenzo Musetti             | 11       | 8              |
|             | Andrej Rublëv               | 10       | 9              |
| Stati Uniti | Frances Tiafoe              | 14       | 10             |
| Norvegia    | Casper Ruud                 | 13       | 11             |
|             | Daniil Medvedev             | 15       | 12             |
| Stati Uniti | Tommy Paul                  | 16       | 13             |
|             | Karen Chačanov              | 12       | 14             |
| Italia      | Flavio Cobolli              | 22       | 15             |
| Rep. Ceca   | Jakub Menšík                | 17       | 16             |
| Spagna      | Alejandro Davidovich Fokina | 18       | 17             |
| Francia     | Arthur Fils                 | 20       | 18             |
| Rep. Ceca   | Tomáš Macháč                | 24       | 19             |
| Francia     | Ugo Humbert                 | 25       | 20             |
| Australia   | Alexei Popyrin              | 19       | 21             |
| Rep. Ceca   | Jiří Lehečka                | 26       | 22             |
| Canada      | Félix Auger-Aliassime       | 28       | 23             |
| Canada      | Denis Shapovalov            | 30       | 24             |
| Grecia      | Stefanos Tsitsipas          | 29       | 25             |
| Paesi Bassi | Tallon Griekspoor           | 32       | 26             |
| Stati Uniti | Brandon Nakashima           | 31       | 27             |
| Stati Uniti | Alex Michelsen              | 33       | 28             |
| Italia      | Luciano Darderi             | 35       | 29             |
| Canada      | Gabriel Diallo              | 34       | 30             |
| Italia      | Lorenzo Sonego              | 36       | 31             |
| Regno Unito | Cameron Norrie              | 40       | 32             |

* Ranking al 4 agosto 2025.

### Altri partecipanti
I seguenti giocatori hanno ricevuto una wildcard per il tabellone principale:
- Nishesh Basavareddy
- Tristan Boyer
- Jenson Brooksby
- Brandon Holt
- Nicolás Jarry

Il seguente giocatore è entrato in tabellone con il ranking protetto:
- Sebastian Ofner

I seguenti giocatori sono passati dalle qualificazioni:

- Thiago Agustín Tirante
- Emilio Nava
- Coleman Wong
- Leandro Riedi
- Adrian Mannarino
- Alexander Blockx
- Patrick Kypson
- Daniel Elahi Galán
- Colton Smith
- Térence Atmane
- Martín Landaluce
- Valentin Royer

I seguenti giocatori sono entrati in tabellone come lucky loser:
- Mariano Navone
- Luca Nardi
- Arthur Cazaux
- Aleksandar Vukic

### Ritiri

#### Prima del torneo
- Matteo Berrettini → sostituito da  Shang Juncheng
- Jenson Brooksby → sostituito da  Borna Ćorić
- Aleksandr Bublik → sostituito da  Hugo Dellien
- Francisco Cerúndolo → sostituito da  Mariano Navone
- Grigor Dimitrov → sostituito da  Vít Kopřiva
- Laslo Đere → sostituito da  Hugo Gaston
- Novak Đoković → sostituito da  Yoshihito Nishioka
- Jack Draper → sostituito da  Aleksandar Kovacevic
- Arthur Fils → sostituito da  Arthur Cazaux
- Quentin Halys → sostituito da  Adam Walton
- Hubert Hurkacz → sostituito da  Christopher O'Connell
- Sebastian Korda → sostituito da  Alejandro Tabilo
- Nick Kyrgios → sostituito da  Ethan Quinn
- Gaël Monfils → sostituito da  Aleksandar Vukic
- Christopher O'Connell → sostituito da  Luca Nardi

## Partecipanti ATP doppio

### Teste di serie
| Nazione     | Giocatore          | Nazione     | Giocatore              | Ranking* | Testa di serie |
| ----------- | ------------------ | ----------- | ---------------------- | -------- | -------------- |
| El Salvador | Marcelo Arévalo    | Croazia     | Mate Pavić             | 2        | 1              |
| Regno Unito | Julian Cash        | Regno Unito | Lloyd Glasspool        | 7        | 2              |
| Finlandia   | Harri Heliövaara   | Regno Unito | Henry Patten           | 10       | 3              |
| Germania    | Kevin Krawietz     | Germania    | Tim Pütz               | 18       | 4              |
| Regno Unito | Joe Salisbury      | Regno Unito | Neal Skupski           | 23       | 5              |
| Italia      | Simone Bolelli     | Italia      | Andrea Vavassori       | 27       | 6              |
| Stati Uniti | Christian Harrison | Stati Uniti | Evan King              | 35       | 7              |
| Monaco      | Hugo Nys           | Francia     | Édouard Roger-Vasselin | 39       | 8              |

* Ranking al 4 agosto 2025.

### Altri partecipanti
Le seguenti coppie di giocatori hanno ricevuto una wildcard per il tabellone principale:
- Rohan Bopanna /  Ethan Quinn
- Robert Cash /  JJ Tracy
- Austin Krajicek /  Mackenzie McDonald

Le seguenti coppie di giocatori sono subentrate in tabellone come alternate:
- Fernando Romboli /  John-Patrick Smith
- Francisco Cabral /  Lucas Miedler
- Romain Arneodo /  Robert Galloway

### Ritiri

#### Prima del torneo
- Francisco Cerúndolo /  Luciano Darderi → sostituito da  Luciano Darderi /  Stefanos Tsitsipas
- Sadio Doumbia /  Fabien Reboul → sostituiti da  Sadio Doumbia /  Brandon Nakashima
- Santiago González /  Jamie Murray → sostituiti da  Pedro Martínez /  Casper Ruud
- Marcel Granollers /  Horacio Zeballos → sostituiti da  Nathaniel Lammons /  David Pel
- Félix Auger-Aliassime /  Denis Shapovalov → sostituiti da  Fernando Romboli /  John-Patrick Smith
- Gabriel Diallo /  Ben Shelton → sostituiti da  Francisco Cabral /  Lucas Miedler
- Flavio Cobolli /  Alejandro Davidovich Fokina → sostituiti da  Romain Arneodo /  Robert Galloway

## Partecipanti WTA

### Teste di serie
| Nazionalità | Giocatore                | Ranking* | Testa di serie |
| ----------- | ------------------------ | -------- | -------------- |
|             | Aryna Sabalenka          | 1        | 1              |
| Stati Uniti | Coco Gauff               | 2        | 2              |
| Polonia     | Iga Świątek              | 3        | 3              |
| Stati Uniti | Jessica Pegula           | 4        | 4              |
| Stati Uniti | Amanda Anisimova         | 8        | 5              |
| Stati Uniti | Madison Keys             | 6        | 6              |
| Italia      | Jasmine Paolini          | 9        | 7              |
| Stati Uniti | Emma Navarro             | 11       | 8              |
| Kazakistan  | Elena Rybakina           | 10       | 9              |
| Ucraina     | Elina Svitolina          | 13       | 10             |
| Rep. Ceca   | Karolína Muchová         | 14       | 11             |
|             | Ekaterina Aleksandrova   | 16       | 12             |
|             | Ljudmila Samsonova       | 18       | 13             |
|             | Diana Šnajder            | 20       | 14             |
| Australia   | Daria Kasatkina          | 17       | 15             |
| Danimarca   | Clara Tauson             | 15       | 16             |
| Svizzera    | Belinda Bencic           | 19       | 17             |
| Brasile     | Beatriz Haddad Maia      | 22       | 18             |
| Belgio      | Elise Mertens            | 21       | 19             |
| Rep. Ceca   | Linda Nosková            | 23       | 20             |
| Canada      | Leylah Fernandez         | 26       | 21             |
| Polonia     | Magdalena Fręch          | 28       | 22             |
| Lettonia    | Jeļena Ostapenko         | 30       | 23             |
| Stati Uniti | Sofia Kenin              | 29       | 24             |
| Ucraina     | Marta Kostjuk            | 27       | 25             |
| Stati Uniti | Ashlyn Krueger           | 35       | 26             |
|             | Anastasija Pavljučenkova | 33       | 27             |
|             | Anna Kalinskaja          | 34       | 28             |
| Stati Uniti | McCartney Kessler        | 32       | 29             |
| Regno Unito | Emma Raducanu            | 39       | 30             |
| Polonia     | Magda Linette            | 40       | 31             |
| Ucraina     | Dajana Jastrems'ka       | 31       | 32             |

* Ranking al 7 agosto 2025.

### Altri partecipanti
Le seguenti giocatrici hanno ricevuto una wildcard per il tabellone principale:
- Caroline Garcia
- Caty McNally
- Bernarda Pera
- Taylor Townsend
- Katie Volynets
- Venus Williams

Le seguenti giocatrici sono entrate in tabellone con il ranking protetto:
- Sorana Cîrstea
- Anastasija Sevastova
- Markéta Vondroušová
- Wang Yafan
- Zhu Lin

La seguente giocatrice è entrata in tabellone utilizzando lo special exempt:
- Victoria Mboko

Le seguenti giocatrici sono passati dalle qualificazioni:

- Emina Bektas
- Varvara Gracheva
- Maddison Inglis
- Aoi Itō
- Léolia Jeanjean
- Clervie Ngounoue
- Whitney Osuigwe
- Kamilla Rachimova
- Antonia Ružić
- Ella Seidel
- Laura Siegemund
- Viktorija Tomova

Le seguenti giocatrici sono entrate in tabellone come lucky loser:
- Cristina Bucșa
- Iva Jovic
- Solana Sierra
- Yuan Yue

### Ritiri

#### Prima del torneo
- Bianca Andreescu → sostituita da  Anna Bondár
- Mirra Andreeva → sostituita da  Kimberly Birrell
- Èlina Avanesyan → sostituita da  Maria Sakkarī
- Paula Badosa → sostituita da  Greet Minnen
- Loïs Boisson → sostituita da  Moyuka Uchijima
- Marie Bouzková → sostituita da  Emiliana Arango
- Alexandra Eala → sostituita da  Renata Zarazúa
- Ons Jabeur → sostituita da  Julija Starodubceva
- Petra Kvitová → sostituita da  Wang Yafan
- Victoria Mboko → sostituita da  Cristina Bucșa e  Yuan Yue
- Naomi Ōsaka → sostituita da  Iva Jovic e  Solana Sierra
- Zheng Qinwen → sostituita da  Suzan Lamens

## Partecipanti WTA doppio

### Teste di serie
| Nazione       | Giocatore            | Nazione       | Giocatore       | Ranking* | Testa di serie |
| ------------- | -------------------- | ------------- | --------------- | -------- | -------------- |
| Italia        | Sara Errani          | Italia        | Jasmine Paolini | 12       | 1              |
| Canada        | Gabriela Dabrowski   | Nuova Zelanda | Erin Routliffe  | 12       | 2              |
| Stati Uniti   | Taylor Townsend      | Cina          | Zhang Shuai     | 13       | 3              |
|               | Veronika Kudermetova | Belgio        | Elise Mertens   | 19       | 4              |
| Stati Uniti   | Asia Muhammad        | Paesi Bassi   | Demi Schuurs    | 29       | 5              |
| Ucraina       | Ljudmyla Kičenok     | Australia     | Ellen Perez     | 35       | 6              |
| Ungheria      | Tímea Babos          | Brasile       | Luisa Stefani   | 45       | 7              |
| Taipei cinese | Chan Hao-ching       | Cina          | Jiang Xinyu     | 48       | 8              |

* Ranking al 28 luglio 2025.

### Altri partecipanti
Le seguenti coppie di giocatrici hanno ricevuto una wildcard per il tabellone principale:
- Iva Jovic /  Ashlyn Krueger
- Barbora Krejčiková /  Jeļena Ostapenko
- Emma Navarro /  Margaret Navarro

Le seguenti coppie di giocatrici sono entrate in tabellone con il ranking protetto:
- Storm Hunter /  Desirae Krawczyk
- Miyu Katō /  Galina Voskoboeva
- Xu Yifan /  Yang Zhaoxuan

Le seguenti coppie di giocatrici sono subentrate in tabellone come alternate:
- Jaqueline Cristian /  Elena-Gabriela Ruse
- Olga Danilović /  Anastasia Potapova

### Ritiri

#### Prima del torneo
- Mirra Andreeva /  Diana Šnajder → sostituite da  Giuliana Olmos /  Aldila Sutjiadi
- Caroline Dolehide /  Sofia Kenin → sostituite da  Olga Danilović /  Anastasia Potapova
- Beatriz Haddad Maia /  Laura Siegemund → sostituite da  Jaqueline Cristian /  Elena-Gabriela Ruse
- Andreja Klepač /  Monica Niculescu → sostituite da  Sorana Cîrstea /  Anna Kalinskaja

## Punti
| Torneo              | V    | F   | SF  | QF  | 4T  | 3T | 2T   | 1T   | Q    | Q2   | Q1   |
| Singolare maschile  | 1000 | 650 | 400 | 200 | 100 | 50 | 30*  | 10** | 20   | 10   | 0    |
| Doppio maschile     | 1000 | 600 | 360 | 180 | 90  | 0  | N.D. | N.D. | N.D. | N.D. | N.D. |
| Singolare femminile | 1000 | 650 | 390 | 215 | 120 | 65 | 35*  | 10   | 30   | 20   | 2    |
| Doppio femminile    | 1000 | 650 | 390 | 215 | 120 | 10 | N.D. | N.D. | N.D. | N.D. | N.D. |

* I giocatori con un bye ricevono i punti del primo turno.

** I giocatori dei singoli con una wild card ottengono 0 punti

## Montepremi
| Torneo              | V           | F         | SF        | QF        | 4T        | 3T       | 2T       | 1T       |
| Singolare maschile  | 1 124 380 $ | 597 890 $ | 332 160 $ | 189 075 $ | 103 225 $ | 60 400 $ | 35 260 $ | 23 760 $ |
| Singolare femminile | 752 275 $   | 391 600 $ | 206 100 $ | 106 900 $ | 56 678 $  | 32 840 $ | 18 200 $ | 11 270 $ |
| Doppio maschile*    | 457 150 $   | 242 020 $ | 129 970 $ | 65 000 $  | 34 850 $  | 19 050 $ | N.D.     | N.D.     |
| Doppio femminile*   | 262 780 $   | 139 120 $ | 74 700 $  | 37 360 $  | 19 970 $  | 10 950 $ | N.D.     | N.D.     |

*per team

## Campioni

### Singolare maschile
Carlos Alcaraz ha sconfitto in finale  Jannik Sinner con il punteggio di 5-0, rit.
• È il ventiduesimo titolo in carriera per Alcaraz, il sesto in stagione.

### Singolare femminile
Iga Świątek ha sconfitto in finale  Jasmine Paolini con il punteggio di 7-5, 6-4.

### Doppio maschile
Rajeev Ram /  Nikola Mektić hanno sconfitto in finale  Lorenzo Musetti /  Lorenzo Sonego con il punteggio di 4-6, 6-3, [10-5].

### Doppio femminile
Gabriela Dabrowski /  Erin Routliffe hanno sconfitto in finale  Guo Hanyu /  Aleksandra Panova con il punteggio di 6-4, 6-3.